# 黄宣优
黄宣优（韩语： Hwang Sunwoo，2003年5月13日—）生于水原市，是一名韩国男子游泳运动员，主攻自由泳。他的父母都是游泳爱好者，他也受父母的影响在五岁时开始接触游泳。2015年，他开始接受正式的游泳训练，并参加全国少年体育节。2020年11月，他在全国锦标赛上刷新了男子100公尺自由泳全国纪录，及男子200公尺自由泳世界青年纪录，自此之后，他开始受到越来越多的关注。